# Ilona Buchsteiner
Ilona Buchsteiner, geborene Ballwanz, (* 9. Juli 1944 in Damgarten; † 4. Dezember 2003 in Rostock) war eine deutsche Historikerin, Germanistin und Pädagogin an der Universität Rostock. Sie war Autorin und Herausgeberin von Büchern und Aufsätzen zur mecklenburgischen und pommerschen Agrargeschichte und zur Thünenforschung.

## Leben
Ilona Buchsteiner gehörte von 1973 bis zu ihrem Tod der Rostocker Universität als Lehrkraft an. Im Jahre 1995 wurde sie dort zur außerplanmäßigen Professorin für Neuere Geschichte (Schwerpunkt Agrargeschichte) ernannt. Ihre Forschungsschwerpunkte waren die Adelsforschung, die agrarische Entwicklung nach 1945 in der Sowjetischen Besatzungszone und der DDR sowie das Leben und Wirken Johann Heinrich von Thünens.
Ilona Buchsteiner war Mitherausgeberin der Zeitschrift für Agrargeschichte und Agrarsoziologie. Sie war unter anderem Mitglied der Historischen Kommission für Mecklenburg, Mitglied und stellvertretende Vorsitzende der Thünengesellschaft e. V. in Tellow sowie Mitglied der Enquete-Kommission des Landtages von Mecklenburg-Vorpommern „Leben in der DDR. Leben nach 1989 – Aufarbeitung und Versöhnung“. Ilona Buchsteiner war verheiratet und hinterließ drei Kinder.

## Ehrungen
Im Jahre 1981 wurde Ilona Buchsteiner der René-Kuczynski-Preis für Nachwuchswissenschaftler aufgrund ihrer  besten Veröffentlichung im Jahrbuch für Wirtschaftsgeschichte/1980 verliehen.

## Schriften
- 100 Jahre Thünen-Archiv an der Rostocker alma mater. 1901–2001: Tagungsband zum Kolloquium am 14. November 2001 Ilona Buchsteiner (Bearbeiterin), Angela Hartwig (Autorin), Matthias Manke (Autor), Fritz Tack (Autor), Thünengut Tellow, 2002.
- Der 20. Juli 1944, Erinnerung und Mahnung, Universität Rostock, 1995 (Herausgeberin)
- Grossgrundbesitz in Pommern 1871–1914, Akademie Verlag, Berlin 1993
- Johann Heinrich von Thünen das ernste praktische Leben fordert die Tätigkeit des Mannes. Chronik eines Lebensweges, Steffen, 2004, (Co-Autor Gunther Viereck)
- Mecklenburg und seine ostelbischen Nachbarn. Ilona Buchsteiner (Herausgeberin), Rainer Mühle (Herausgeber), Ernst Münch (Herausgeber), Gyula Papay (Herausgeber), Ralph Schattkowsky (Herausgeber), Stock & Stein, 1997
- Mecklenburger in der deutschen Geschichte des 19. und 20. Jahrhunderts, Ingo Koch, Rostock 2001, (Herausgeberin)